# Старо Чикатово
Старо Чикатово (алб. Çikatova e Vjetër) је насеље у општини Глоговац, Косово и Метохија, Република Србија. Током Другог светског рата српску цркву у селу Чикатову су порушили Албанци.

## Становништво
| Демографија | Демографија | Демографија |
| Година      | Становника  | Становника  |
| ----------- | ----------- | ----------- |
| 1948.       | 438         |             |
| 1953.       | 446         |             |
| 1961.       | 523         |             |
| 1971.       | 728         |             |
| 1981.       | 969         |             |
| 1991.       | 1.305       |             |